# 352e division d'infanterie
Pour les articles homonymes, voir 352e division.
La 352e division d'infanterie (en allemand : 352. Infanterie-Division ou 352. ID), devenue 352. Volksgrenadier Division était une division d'infanterie de l'Armée allemande (Wehrmacht) pendant la Seconde Guerre mondiale.
Unité du front de l'Ouest, elle s'est distinguée par sa défense acharnée d'Omaha Beach lors du débarquement allié le 6 juin 1944, puis au cours de la bataille de Normandie. 

## Création de la352edivisiond'infanterie
La 352. Infanterie Division, formée en novembre 1943 en France en tant qu'élément de la 21. Welle (21e vague de mobilisation, est placée sous le commandement du général (Generalleutnant) Dietrich Kraiss du 6 novembre 1943 jusqu'à sa destruction dans le secteur de Saint-Lô fin juillet 1944.
Son encadrement était issu des 268e et 321e division d'infanterie allemandes, dissoutes après avoir été saignées à blanc sur le front de l'Est. Sa composition était un peu meilleure que la plupart des autres unités d'infanterie allemandes en 1944 de Normandie, si on tient compte du 726. Grenadier Regiment de la 716e division d'infanterie (deux bataillons), rattaché à l'unité. Son infanterie était de ce fait à quatre régiments de deux bataillons chacun, plus un bataillon de reconnaissance (Füsillier Abteilung), pour un total de neuf bataillons d'infanterie.
Le 15 mars 1944, sur l'ordre de Rommel, la 352e DI allemande est poussée vers la mer, afin de renforcer la 716e division d'infanterie allemande déjà en place. Ce mouvement semble passer totalement inaperçu des Alliés. L'information avait pourtant circulé dans le Haut Commandement allié (SHAEF), notamment dans la synthèse hebdomadaire du 21e Groupe d'armées (21st Army Group Weekly Neptune Intelligence Review) daté du 3 mai 1944. La présence de cette division allemande à Omaha Beach sera de toute façon une mauvaise surprise pour les échelons opérationnels américains.
La 352e DI commença en Normandie par des travaux d'amélioration des défenses côtières (mur de l'Atlantique), avec la mise en place de champs de mines et la construction d'abris de rondins. Ce travail exigeait des préparatifs loin des plages, et nécessitait aussi de creuser le sable en profondeur pour y enfoncer les matériaux solidement. Afin de couvrir le secteur de la division, il aurait fallu dix millions de mines, mais la division n'en posa que les dix mille à sa disposition. La première ligne d'obstacles, située à environ 250 mètres du littoral, était constituée de portes belges.
Puis venaient les lignes de pieux minés dits asperges de Rommel. Puis enfin une dernière ligne d'obstacles métalliques, dont des hérissons tchèques. Mais peu de ces obstacles étaient imperméables, et la corrosion eut vite raison des systèmes de mise à feu d'explosifs.

## Histoire de la352edivisiond'infanterie au combat
La division a été engagée au combat en Normandie, dès le début de la bataille le 6 juin 1944, jusqu'au tout début du mois d'août 1944.

### Le débarquement de Normandie
Le 914e régiment de grenadiers était positionné, en juin 1944, sur le flanc gauche de la division entre Isigny et Grandcamp.
Il fut mis à contribution en pleine nuit du 5 au 6 juin, du fait des largages de parachutistes dans le Cotentin.
L'éparpillement de certaines troupes aéroportées ayant pu faire croire à une attaque directe de Carentan.
Il intervint aussi sans succès à la pointe du Hoc contre les US Rangers.
Il a fait retraite le 8 juin derrière Carentan mais ne participa pas à sa tentative de reprise, laissée à la seule 17e division de Panzergrenadiers SS.
Le 915e régiment de grenadiers formait, avec le bataillon de reconnaissance, le Kampfgruppe Meyer, réserve du 84e corps d'armée allemand du général (Generalmajor) Erich Marcks. L'unité avait été mise en alerte dans la nuit du 5 au 6 juin 1944, afin d'intervenir depuis la région de Bayeux vers Carentan contre les parachutistes américains de la 101e division aéroportée US. Au petit matin, à la nouvelle du débarquement amphibie, le contre-ordre fut donné. Les trois bataillons contre-marchèrent vers Bayeux, leur point de départ, toute la matinée du 6 juin. L'un des bataillons (II/915 IR) fut envoyé vers Omaha Beach(Colleville-sur-Mer) alors que le reste du Kampfgruppe était dirigé au nord-est de Bayeux pour contre-attaquer la 50e division d'infanterie britannique qui commençait à percer le mince rideau défensif allemand. Malgré l'appui de dix Sturmgeschütz IIIG, la contre attaque allemande, qui percuta les pointes offensives de la 231e brigade d'infanterie britannique en sortie de plage, fut un échec. Les Allemands se firent tailler en pièces. Le Kampfgruppe Meyer fut anéanti, le lieutenant-colonel Karl Meyer fut tué et sa carte d'état major renseignée tomba dans les mains des Britanniques. Conséquence rapide, le PC de la 352e DI, positionné au Château Poulain à Littry, subira dès le lendemain, un bombardement aérien.

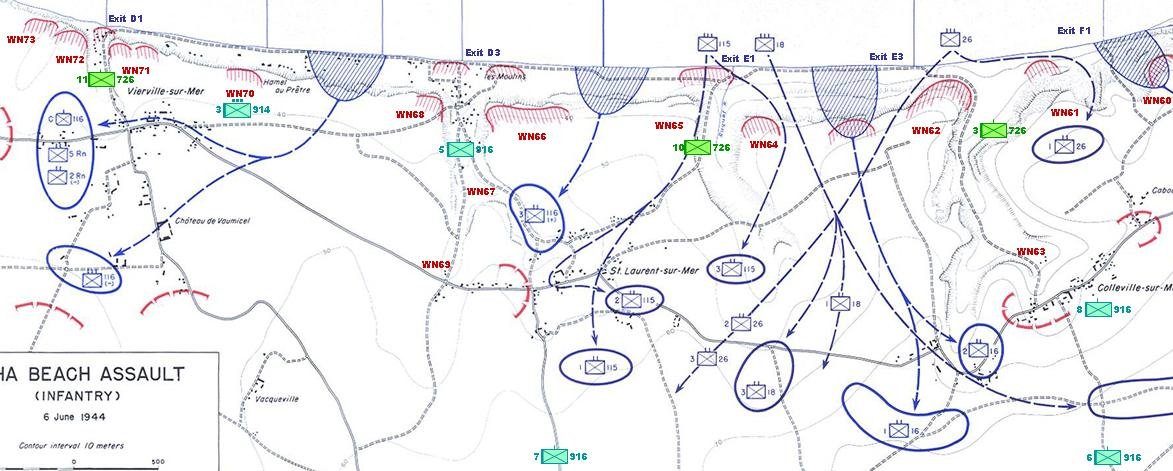
Carte de l’Histoire Officielle américaine montrant au surplus les positions des compagnies allemandes présentes le 6 juin 1944

À Omaha Beach, les soldats du 916e régiment de grenadiers (352. Inf-Div) et du 726e régiment de grenadiers (716. Inf-Div} occupaient les tranchées de quinze positions fortifiées appelées Widerstandnest (Wn 60 à 74).
Ceux-ci contenaient six encuvements pour mortier, trente-cinq casemates, appuyés par une unité de lance-fusées (Nebelwerfer), des lance-flammes automatiques et quatre-vingt-cinq nids de mitrailleuses.
Le 916e régiment de grenadiers connut son baptême du feu le jour J de l'opération Overlord face aux 1re et 29e divisions U.S.
Les unités allemandes combattirent avec une efficacité redoutable, défendant les falaises surplombant la plage pendant plusieurs heures.
Elles causèrent des pertes sérieuses aux Américains, avant d'être finalement débordées autour de midi.
Le 916e régiment d'infanterie fut appuyé par le IIe bataillon du 915e régiment d'infanterie ainsi que par le bataillon du Génie 352 (352. Pioniere Abteilung) de la division, plus des Marder III du bataillon antichar (Panzerjägerabteilung) dans l'organisation de contre-attaques coûteuses.
Mais devant la pression américaine soutenue par l'aviation et l'artillerie de marine, le régiment du Colonel Goth dut se replier le 7 juin, dans l'incapacité de tenir les positions reconquises la nuit précédente à Colleville-sur-Mer.
La conséquence de ces échecs fut la capture de Bayeux, intacte, dès le 7 juin 1944 par la 56e brigade d'infanterie britannique, pratiquement sans combats.
La 352. ID enregistra quelque 1 200 pertes le jour du débarquement, soit environ 200 tués, 500 blessés et 500 disparus.

### La352edivisiond'infanterie dans labataille de Normandie
La 352e division d'infanterie se battit contre les Américains du Ve corps d'armée américain usant de toutes les ressources du terrain fournies par le bocage normand. Elle est notamment impliquée dans la défense des approches, puis de la ville de Saint-Lô.
La guerre d'usure entreprise par les deux camps atteint particulièrement cette unité.
- Du 6 au 16 juin, les pertes cumulées atteignent environ 3 000 hommes.
- Les pertes du 6 au 24 juin se montent à 5 407 hommes.
- Au 11 juillet, l'unité perd encore 2 479 hommes supplémentaires.
- Au 25 juillet, 597 hommes de plus sont comptés pour perdus.

La 352e division d'infanterie contrôlait aussi les restes de plusieurs grandes unités autour de Saint-Lô fin juillet 1944:
- Trois bataillons de la 266. ID.
- Deux bataillons de la 353. ID
- Un bataillon de la 30e brigade rapide (30. Schnelle Brigade qui avait été rattachée dès le 7, à la division)
- Un bataillon de la 275. ID.
- Un bataillon de la 343. ID.
- Une batterie d'artillerie de la 343.ID.
- Une batterie d'artillerie du bataillon Autun.

La division était en très mauvais état, lorsque le 30 juillet 1944, elle fut déclarée hors de combat (abgekämft). Cela signifiait que chaque bataillon disposait de moins d'une centaine d'hommes. Elle est retirée du front au début du mois d'août 1944.

### La fin de la guerre
La division est déplacée au sud-est d'Alençon pour être reconstituée.
Mais elle ne dispose que d'une seule semaine de repos avant d'être rejointe par les pointes américaines issues de la percée d'Avranches (opération Cobra).
Elle engage dès lors des actions retardatrices sur l'axe Le Mans - Dreux.
En septembre 1944, la division fut reconstituée par fusion avec la 581e division de grenadiers du Peuple en 352e division de grenadiers du Peuple (352. Volksgrenadier Division).
Elle fit partie des unités impliquées dans la bataille des Ardennes du maréchal (Generalfeldmarschal) Von Rundstedt.
À la suite de l'échec de cette contre-offensive, la 352e VGD fut employée en combats défensifs autour de Trèves et sur la Moselle.
Elle y fut détruite une nouvelle fois à la mi-mars 1945. Seuls des débris franchirent le Rhin à Worms.
Elle fut reconstituée une dernière fois en tant que Kampfgruppe et rendit les armes à Darmstadt en mai 1945.

## Composition de la352edivisiond'infanterie
L'unité est bâtie sur l'un des deux principaux modèles d'organisation de la division d'infanterie allemande en 1944, au même titre que la 353e DI allemande postée en Bretagne ou la 363e DI allemande.
Elle comporte organiquement trois régiments d'infanterie, un régiment d'artillerie, plus des bataillons de complément (découverte, antichar, génie, transmissions, …).
Au 1er mai 1944, son effectif est de 12 700 hommes, dont 7 300 combattants, ce qui est plus que convenable pour une grande unité allemande de l'époque.

## Personnalités
- Le soldat Heinrich Severloh, mitrailleur du poste fortifié WN 62, auteur d'un livre de mémoires.
- Le major Werner Pluskat (en), qui est campé par Hans Christian Blech dans le film Le Jour le plus long, scénarisé d'après son livre par Cornelius Ryan, appartenait au 352e régiment d'Artillerie qui bombarda Omaha Beach jusqu'à ce qu'il fût à court de munitions.

## Documents
Transcriptions téléphoniques de la 352e DI le 6 juin 1944